# Tatsuro Inui
Tatsuro Inui (乾 達朗 Inui Tatsurō?, nacido el 30 de enero de 1990 en Urayasu, Chiba) es un futbolista japonés que se desempeña como centrocampista.

## Trayectoria

### Clubes
| Club                     | País      | Año         |
| ------------------------ | --------- | ----------- |
| JEF United Chiba         | Japón     | 2008        |
| Albirex Niigata Singapur | Singapur  | 2010 - 2011 |
| Warriors FC              | Japón     | 2012 - 2013 |
| SC Sagamihara            | Japón     | 2014        |
| Geylang International FC | Japón     | 2015        |
| Albirex Niigata Singapur | Singapur  | 2016        |
| Thai Honda Ladkrabang FC | Tailandia | 2017        |
| Blaublitz Akita          | Japón     | 2017        |

## Estadística de carrera

### J. League
| Club             | Año   | J. League | J. League | Copa J. League | Copa J. League | Total | Total |
| Club             | Año   | Part.     | Goles     | Part.          | Goles          | Part. | Goles |
| ---------------- | ----- | --------- | --------- | -------------- | -------------- | ----- | ----- |
| JEF United Chiba | 2008  | 0         | 0         | 0              | 0              | 0     | 0     |
| SC Sagamihara    | 2014  | 0         | 0         | -              | -              | 0     | 0     |
| Blaublitz Akita  | 2017  | 3         | 0         | -              | -              | 3     | 0     |
| Total            | Total | 3         | 0         | 0              | 0              | 3     | 0     |